# Censo dos Estados Unidos de 1840
O Censo dos Estados Unidos de 1840 foi o sexto censo dos Estados Unidos. Conduzido pelo Escritório do Censo em 1º de junho de 1840, determinou que a população residente dos Estados Unidos fosse 17.069.453 - um aumento de 32,7% em relação às 12.866.020 pessoas enumeradas durante o censo de 1830.
A população total incluiu 2.487.355 escravos. Em 1840, o centro da população ficava a cerca de 260 milhas (418 km) a oeste de Washington, perto de Weston, Virgínia.

## Controvérsias
O censo de 1840 foi o primeiro que tentou contar os americanos que eram "insanos" ou "idiotas". Os resultados publicados do censo indicaram que um número alarmante de pessoas negras que vivem em Estados não escravistas estava mentalmente doente, em flagrante contraste com os números correspondentes dos Estados escravistas.
Os defensores da escravidão pró-trombetearam os resultados como evidência dos efeitos benéficos da escravidão e as prováveis conseqüências da emancipação. Defensores antiescravistas argumentaram, ao contrário, que os retornos publicados estavam cheios de erros, conforme detalhado em um relatório de 1844 de Edward Jarvis, de Massachusetts, no American Journal of the Medical Sciences, publicado mais tarde como panfleto, e em um memorial da Associação Americana de Estatística para o Congresso, rezando para que medidas sejam tomadas para corrigir os erros.
O memorial foi submetido à Câmara dos Representantes por John Quincy Adams, que alegou que demonstrou "uma infinidade de erros grosseiros e importantes" nos retornos publicados. Em resposta ao pedido da Câmara para uma investigação, o Secretário de Estado John C. Calhoun relatou que um exame cuidadoso das estatísticas pelo supervisor do censo tinha sustentado totalmente a sua correção. Os retornos não foram revisados.

## População por estado
| Ranking | Estado               | População |
| ------- | -------------------- | --------- |
| 01      | Nova Iorque          | 2,428,921 |
| 02      | Pensilvânia          | 1,724,033 |
| 03      | Ohio                 | 1,519,467 |
| 04      | Virgínia             | 1,025,227 |
| 05      | Tennessee            | 829,210   |
| 06      | Kentucky             | 779,828   |
| 07      | Carolina do Norte    | 753,419   |
| 08      | Massachusetts        | 737,699   |
| 09      | Geórgia              | 691,392   |
| 10      | Indiana              | 685,866   |
| 11      | Carolina do Sul      | 594,398   |
| 12      | Alabama              | 590,756   |
| 13      | Maine                | 501,793   |
| 14      | Illinois             | 476,183   |
| 15      | Maryland             | 470,019   |
| 16      | Missouri             | 383,702   |
| 17      | Mississippi          | 375,651   |
| 18      | Nova Jérsia          | 373,306   |
| 19      | Luisiana             | 352,411   |
| 20      | Connecticut          | 309,978   |
| 21      | Vermont              | 291,948   |
| 22      | Nova Hampshire       | 284,574   |
| X       | Virgínia Ocidental   | 224,537   |
| 23      | Michigan             | 212,267   |
| 24      | Rhode Island         | 108,830   |
| 25      | Arkansas             | 97,574    |
| 26      | Delaware             | 78,085    |
| X       | Flórida              | 54,477    |
| X       | Iowa                 | 43,112    |
| X       | Distrito de Columbia | 33,745    |
| X       | Wisconsin            | 30,945    |

## População por cidade
| Ranking | Cidade             | Estado               | População | Região       |
| ------- | ------------------ | -------------------- | --------- | ------------ |
| 01      | Nova Iorque        | Nova Iorque          | 312,710   | Nordeste     |
| 02      | Baltimore          | Maryland             | 102,313   | Sul          |
| 03      | Nova Orleães       | Luisiana             | 102,193   | Sul          |
| 04      | Filadélfia         | Pensilvânia          | 93,665    | Nordeste     |
| 05      | Boston             | Massachusetts        | 93,383    | Nordeste     |
| 06      | Cincinnati         | Ohio                 | 46,338    | Centro-Oeste |
| 07      | Brooklyn           | Nova Iorque          | 36,233    | Nordeste     |
| 08      | Northern Liberties | Pensilvânia          | 34,474    | Nordeste     |
| 09      | Albany             | Nova Iorque          | 33,721    | Nordeste     |
| 10      | Charleston         | Carolina do Sul      | 29,261    | Sul          |
| 11      | Spring Garden      | Pensilvânia          | 27,849    | Nordeste     |
| 12      | Southwark          | Pensilvânia          | 27,548    | Nordeste     |
| 13      | Washington         | Distrito de Columbia | 23,364    | Sul          |
| 14      | Providence         | Rhode Island         | 23,171    | Nordeste     |
| 15      | Kensington         | Pensilvânia          | 22,314    | Nordeste     |
| 16      | Louisville         | Kentucky             | 21,210    | Sul          |
| 17      | Pittsburgh         | Pensilvânia          | 21,115    | Nordeste     |
| 18      | Lowell             | Massachusetts        | 20,796    | Nordeste     |
| 19      | Rochester          | Nova Iorque          | 20,191    | Nordeste     |
| 20      | Richmond           | Virgínia             | 20,153    | Sul          |
| 21      | Troy               | Nova Iorque          | 19,334    | Nordeste     |
| 22      | Buffalo            | Nova Iorque          | 18,213    | Nordeste     |
| 23      | Newark             | Nova Jérsia          | 17,290    | Nordeste     |
| 24      | St. Louis          | Missouri             | 16,469    | Centro-Oeste |
| 25      | Portland           | Maine                | 15,218    | Nordeste     |
| 26      | Salem              | Massachusetts        | 15,082    | Nordeste     |
| 27      | Moyamensing        | Pensilvânia          | 14,573    | Nordeste     |
| 28      | New Haven          | Connecticut          | 12,960    | Nordeste     |
| 29      | Utica              | Nova Iorque          | 12,782    | Nordeste     |
| 30      | Mobile             | Alabama              | 12,672    | Sul          |
| 31      | New Bedford        | Massachusetts        | 12,087    | Nordeste     |
| 32      | Charlestown        | Massachusetts        | 11,484    | Nordeste     |
| 33      | Savannah           | Geórgia              | 11,214    | Sul          |
| 34      | Petersburg         | Virgínia             | 11,136    | Sul          |
| 35      | Springfield        | Massachusetts        | 10,985    | Nordeste     |
| 36      | Norfolk            | Virgínia             | 10,920    | Sul          |
| 37      | Allegheny          | Pensilvânia          | 10,089    | Nordeste     |
| 38      | Hartford           | Connecticut          | 9,468     | Nordeste     |
| 39      | Lynn               | Massachusetts        | 9,367     | Nordeste     |
| 40      | Detroit            | Michigan             | 9,102     | Centro-Oeste |
| 41      | Roxbury            | Massachusetts        | 9,089     | Nordeste     |
| 42      | Nantucket          | Massachusetts        | 9,012     | Nordeste     |
| 43      | Bangor             | Maine                | 8,627     | Nordeste     |
| 44      | Alexandria         | Distrito de Columbia | 8,459     | Sul          |
| 45      | Lancaster          | Pensilvânia          | 8,417     | Nordeste     |
| 46      | Reading            | Pensilvânia          | 8,410     | Nordeste     |
| 47      | Cambridge          | Massachusetts        | 8,409     | Nordeste     |
| 48      | Wilmington         | Delaware             | 8,367     | Sul          |
| 49      | Newport            | Rhode Island         | 8,333     | Nordeste     |
| 50      | Portsmouth         | Nova Hampshire       | 7,887     | Nordeste     |
| 51      | Wheeling           | Virgínia             | 7,885     | Sul          |
| 52      | Taunton            | Massachusetts        | 7,645     | Nordeste     |
| 53      | Paterson           | Nova Jérsia          | 7,596     | Nordeste     |
| 54      | Worcester          | Massachusetts        | 7,497     | Nordeste     |
| 55      | Georgetown         | Distrito de Columbia | 7,312     | Sul          |
| 56      | Newburyport        | Massachusetts        | 7,161     | Nordeste     |
| 57      | Lexington          | Kentucky             | 6,997     | Sul          |
| 58      | Nashville          | Tennessee            | 6,929     | Sul          |
| 59      | Schenectady        | Nova Iorque          | 6,784     | Nordeste     |
| 60      | Fall River         | Massachusetts        | 6,738     | Nordeste     |
| 61      | Warwick            | Rhode Island         | 6,726     | Nordeste     |
| 62      | Portsmouth         | Virgínia             | 6,477     | Sul          |
| 63      | Dover              | Nova Hampshire       | 6,458     | Nordeste     |
| 64      | Augusta            | Geórgia              | 6,403     | Sul          |
| 65      | Lynchburg          | Virgínia             | 6,395     | Sul          |
| 66      | Gloucester         | Massachusetts        | 6,350     | Nordeste     |
| 67      | Cleveland          | Ohio                 | 6,071     | Centro-Oeste |
| 68      | Dayton             | Ohio                 | 6,067     | Centro-Oeste |
| 69      | Nashua             | Nova Hampshire       | 6,054     | Nordeste     |
| 70      | Columbus           | Ohio                 | 6,048     | Centro-Oeste |
| 71      | Harrisburg         | Pensilvânia          | 5,980     | Nordeste     |
| 72      | Hudson             | Nova Iorque          | 5,672     | Nordeste     |
| 73      | Auburn             | Nova Iorque          | 5,626     | Nordeste     |
| 74      | Marblehead         | Massachusetts        | 5,575     | Nordeste     |
| 75      | New London         | Connecticut          | 5,519     | Nordeste     |
| 76      | Wilmington         | Carolina do Norte    | 5,335     | Sul          |
| 77      | Augusta            | Maine                | 5,314     | Nordeste     |
| 78      | Plymouth           | Massachusetts        | 5,281     | Nordeste     |
| 79      | Cumberland         | Rhode Island         | 5,225     | Nordeste     |
| 80      | Andover            | Massachusetts        | 5,207     | Nordeste     |
| 81      | Frederick          | Maryland             | 5,182     | Sul          |
| 82      | Bath               | Maine                | 5,141     | Nordeste     |
| 83      | Middleborough      | Massachusetts        | 5,085     | Nordeste     |
| 84      | Gardiner           | Maine                | 5,042     | Nordeste     |
| 85      | Danvers            | Massachusetts        | 5,020     | Nordeste     |
| 86      | Concord            | Nova Hampshire       | 4,897     | Nordeste     |
| 87      | Dorchester         | Massachusetts        | 4,875     | Nordeste     |
| 88      | Easton             | Pensilvânia          | 4,865     | Nordeste     |
| 89      | York               | Pensilvânia          | 4,779     | Nordeste     |
| 90      | Zanesville         | Ohio                 | 4,766     | Centro-Oeste |
| 91      | Beverly            | Massachusetts        | 4,689     | Nordeste     |
| 92      | Chicago            | Illinois             | 4,470     | Centro-Oeste |
| 93      | Carlisle           | Pensilvânia          | 4,351     | Nordeste     |
| 94      | Pottsville         | Pensilvânia          | 4,345     | Nordeste     |
| 95      | Colúmbia           | Carolina do Sul      | 4,340     | Sul          |
| 96      | Haverhill          | Massachusetts        | 4,336     | Nordeste     |
| 97      | Barnstable         | Massachusetts        | 4,301     | Nordeste     |
| 98      | Fayetteville       | Carolina do Norte    | 4,285     | Sul          |
| 99      | Steubenville       | Ohio                 | 4,247     | Centro-Oeste |
| 100     | New Albany         | Indiana              | 4,226     | Centro-Oeste |